# Danh sách phương ngữ Hán ngữ

Phân bố các nhóm phương ngữ Trung Quốc trong khu vực Trung Quốc Đại lục

Sau đây là danh sách các phương ngữ Hán, được xác định bởi các nhà ngôn ngữ học.

## Phân loại
Các nhà ngôn ngữ học phân loại các phương ngữ này thuộc nhóm ngôn ngữ Hán của ngữ hệ Hán-Tạng. Trong phân loại rộng này, có từ bảy đến mười bốn nhóm phương ngữ, tùy thuộc vào phân loại.
Tập hợp được chấp nhận theo quy ước gồm bảy nhóm phương ngữ xuất hiện lần đầu tiên trong phiên bản thứ hai của cẩm nang thổ ngữ do Viên Gia Hoa biên soạn (1961). Theo thứ tự số người nói giảm dần là:
- Quan thoại (bao gồm các phương ngữ Bắc Kinh và Nam Kinh)
- Ngô (bao gồm các phương ngữ Thượng Hải và Tô Châu)
- Quảng Đông (bao gồm các phương ngữ tiếng Quảng Châu và tiếng Đài Sơn)
- Mân (bao gồm các phương ngữ Phúc Kiến và Phúc Châu)
- Khách Gia
- Tương (Hồ Nam)
- Cám (Giang Tô)

Việc phân loại sửa đổi của Lý Vinh, được sử dụng trong Trung Quốc Ngữ ngôn Địa đồ chí (1987) đã bổ sung thêm ba nhóm được tách ra từ các nhóm sau:
- Tiếng phổ thông → Tấn
- Ngô → Huy Châu
- Quảng Đông → Bình thoại
- Mân
- Tương
- Khách Gia
- Cám

## Bảng tóm tắt
Số lượng người nói từ thống kê hoặc ước tính (2019) và được làm tròn:
| Số thứ tự | Nhánh            | Số người bản ngữ | Số phương ngữ |
| --------- | ---------------- | ---------------- | ------------- |
| 1         | Quan Thoại       | 850.000.000      | 51            |
| 2         | Tiếng Ngô        | 95.000.000       | 37            |
| 3         | Tiếng Quảng Đông | 80.000.000       | 52            |
| 4         | Tiếng Tấn        | 70.000.000       | 6             |
| 5         | Tiếng Mân        | 60.000.000       | 61            |
| 6         | Tiếng Khách Gia  | 55.000.000       | 10            |
| 7         | Tiếng Tương      | 50,000,000       | 25            |
| 8         | Tiếng Cám        | 30.000.000       | 9             |
| 9         | Tiếng Huy        | 7.000.000        | 13            |
| 10        | Tiếng Bình       | 3.000.000        | 2             |
| Tổng cộng | Tiếng Trung Quốc | 1.300.000.000    | 266           |

## Danh sách các phương ngữ và ngôn ngữ
Ngoài các phương ngữ được liệt kê dưới đây, người ta thường nói các phương ngữ không chính thức của từng tỉnh (như phương ngữ Tứ Xuyên và phương ngữ Hải Nam). Các chỉ định này thường không tương ứng với các phân loại được sử dụng bởi các nhà ngôn ngữ học, tuy nhiên mỗi loại vẫn có những đặc điểm riêng.

### Cám (赣语/贛語)

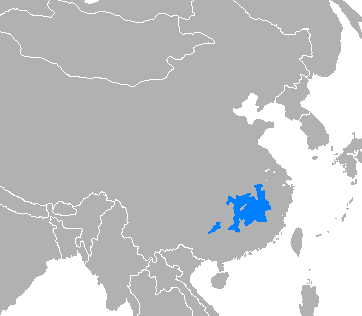
Tiếng Cám ở Trung Quốc đại lục.

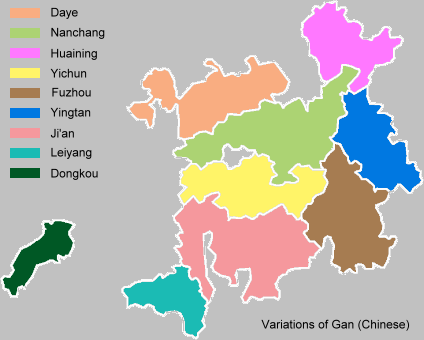
Các khu vực phương ngữ chính của tiếng Cám ở Trung Quốc đại lục.

| • Phương ngữ Đông Khẩu             | 洞口 话 | 洞口 話 |
| • Phương ngữ Hoài Ninh             | 怀宁 话 | 懷寧 話 |
| • Phương ngữ Phúc Châu (Giang Tây) | 抚州 话 | 撫州 話 |
| • Phương ngữ Cát An (Quảng Tây)    | 吉安 话 | 吉安 話 |
| • Phương ngữ Lê Dương              | 耒阳 话 | 耒陽 話 |
| • Phương ngữ Nam Xương             | 南昌 话 | 南昌 話 |
| • Phương ngữ Tây An                | 咸宁 话 | 鹹寧 話 |
| • Phương ngữ Nghi Xuân             | 宜春 话 | 宜春 話 |
| • Phương ngữ Ưng Tầm               | 鹰潭 话 | 鷹潭 話 |

### Quan thoại (官话/官話)
- Quan thoại Bắc Kinh (北京官话)

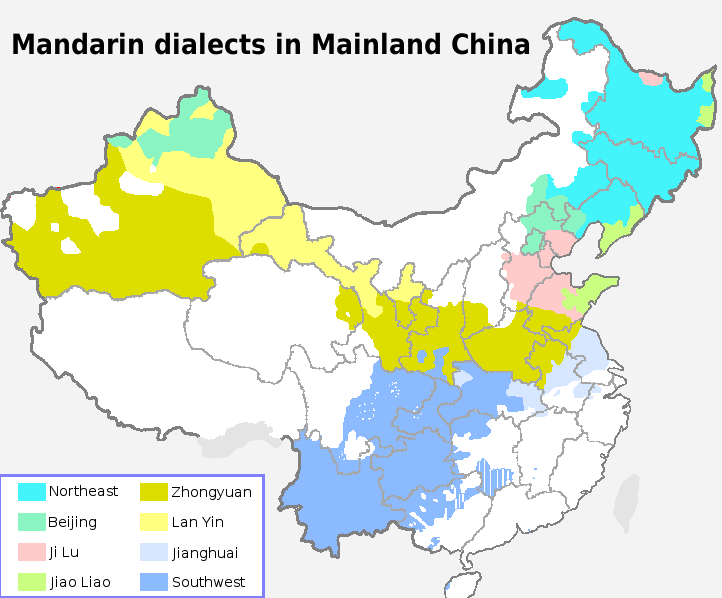
Các khu vực phương ngữ chính của Quan thoại ở Trung Quốc đại lục.

  - Hán ngữ tiêu chuẩn (普通话 Phổ thông thoại [Trung Quốc], 国语 Quốc ngữ [Đài Loan], 标准华语 Hoa ngữ tiêu chuẩn [Singapore])
- Quan thoại Ký-Lỗ (冀鲁官话)
- Quan thoại Giang Hoài (江淮官话)
- Quan thoại Giao-Liêu (胶辽官话)
  - Tiếng Đại Liên
- Quan thoại Lan-Ngân (兰银官话)
  - Tiếng Đông Can
- Quan thoại Đông Bắc (东北官话)
- Quan thoại Tây Nam (西南官话)
- Quan thoại Trung Nguyên (中原官话)
- Tiếng Gyami

### Huy Châu (徽语/徽語)
Đôi khi là phương ngữ con của tiếng phổ thông. 

### Tiếng Tấn(晋语/晉語)

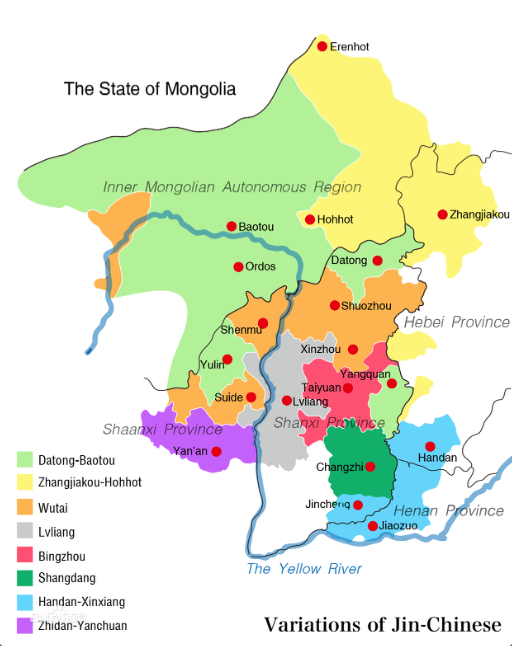
Các khu vực phương ngữ chính của tiếng Tấn ở Trung Quốc.

Đôi khi là phương ngữ con của tiếng phổ thông. 
| • Phương ngữ Bao Đầu     | 包头 话 | 包頭 話 |
| • Phương ngữ Đại Đồng    | 大同 话 | 大同 話 |
| • Phương ngữ Hàm Đan     | 邯郸 话 | 邯郸 话 |
| • Phương ngữ Hô Thị      | 呼市 话 | 呼市 話 |
| • Phương ngữ Thái Nguyên | 太原 话 | 太原 話 |
| • Phương ngữ Tân Hương   | 新乡 话 | 新鄉 話 |

### Mân (闽语/閩語)

Các khu vực phương ngữ của tiếng Mân ở Trung Quốc đại lục, Đài loan, Hài Nam

| Mân Nam                            | 闽南语                        |
| • Mân Tuyền Chương/Mân Nam         | 闽南话（泉漳片）              |
| • Hạ Môn                           | 厦门话                        |
| • Tuyền Châu                       | 泉州话                        |
| • Chương Châu                      | 漳州话                        |
| • Long Hải                         | 龙海话                        |
| • Chương Phố                       | 漳浦话                        |
| • An Khê                           | 安溪话                        |
| • Huệ An                           | 惠安话                        |
| • Đồng An                          | 同安话                        |
| • Đài Loan                         | 台湾话                        |
| • Gia Nông (Phúc Kiến Philippines) | 咱人话/咱侬话（菲律宾福建话） |
| • Phúc Kiến Singapore              | 新加坡福建话                  |
| • Phúc Kiến Penang                 | 槟城福建话                    |
| • Phúc Kiến Muar                   | 麻坡福建话                    |
| • Phúc Kiến Medan                  | 棉兰福建话                    |
| • Triều Châu (Triều Sơn)           | 潮汕方言                      |
| • Triều Châu                       | 潮州话                        |
| • Sán Đầu                          | 汕头话                        |
| • Yết Dương                        | 揭阳话                        |
| • Triều Dương                      | 潮阳话                        |
| • Phổ Ninh                         | 普宁话                        |
| • Huệ Lai                          | 惠来话                        |
| • Hải Lục Phong                    | 海陆丰话                      |
| • Triều Châu Băng Cốc              | 曼谷潮州话                    |
| • Long Nham                        | 龙岩片                        |
| • Chiết Nam                        | 浙南片                        |
| • ** Đại Điền                      | 大田片                        |
| • **Mân Trung Sơn                  | 中山闽方言                    |
| • Long Đô                          | 隆都话                        |
| • Nam Lãng                         | 南朗话                        |
| • Tam Hương                        | 三乡话                        |
| • Trương Gia Biên                  | 张家边话                      |
| • **Lôi Châu                       | 雷州片                        |
| • Hải Khang                        | 海康话                        |
| • Trạm Giang                       | 湛江话                        |
| • **Hải Nam/Quỳnh Văn              | 海南话（琼文片）              |
| •Văn Xương                         | 文昌话                        |
| • Hải Khẩu                         | 海口话                        |
| Mân Đông                           | 闽东语                        |
| • Phúc Châu                        | 福州话                        |
| • Phúc An                          | 福安话                        |
| • Phúc Đỉnh                        | 福鼎話                        |
| • Hà Phố                           | 霞浦话                        |
| • Thọ Ninh                         | 寿宁话                        |
| • Chu Ninh                         | 周宁话                        |
| • Ninh Đức                         | 宁德话                        |
| • Chá Vinh                         | 柘荣话                        |
| • Mân Hầu                          | 闽侯话                        |
| • Vĩnh Thái                        | 永泰话                        |
| • Mân Thanh                        | 闽清话                        |
| • Trường Lạc                       | 长乐话                        |
| • La Nguyên                        | 罗源话                        |
| • Liên Giang                       | 连江话                        |
| • Phúc Thanh                       | 福清话                        |
| • Bình Đàm                         | 平潭话                        |
| • Bình Nam                         | 屏南话                        |
| • Cổ Điền                          | 古田话                        |
| Mân Bắc                            | 闽北语                        |
| • Kiến Âu                          | 建瓯话                        |
| Mân Thiệu Tương                    | 邵将语                        |
| Mân Trung                          | 闽中语                        |
| • Vĩnh An                          | 永安话                        |
| • Tam Minh                         | 三明话                        |
| • Sa huyện                         | 沙县话                        |
| Mân Phủ Tiên                       | 莆仙话                        |
| • Phủ Tiên                         | 莆田话                        |
| • Tiên Du                          | 仙游话                        |

### Ngô (吴语/吳語)

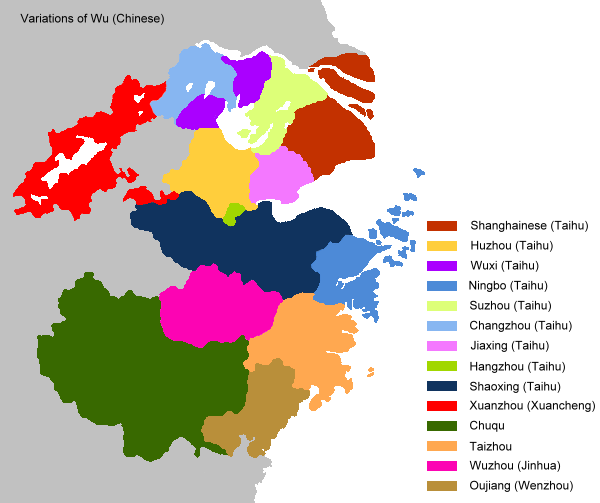
Các khu vực phương ngữ chính của tiếng Ngô ở Trung Quốc đại lục.

Gồm tiếng Thượng Hải (上海话), tiếng Ôn Châu (温州话), v.v.

### Tương (湘语/湘語)

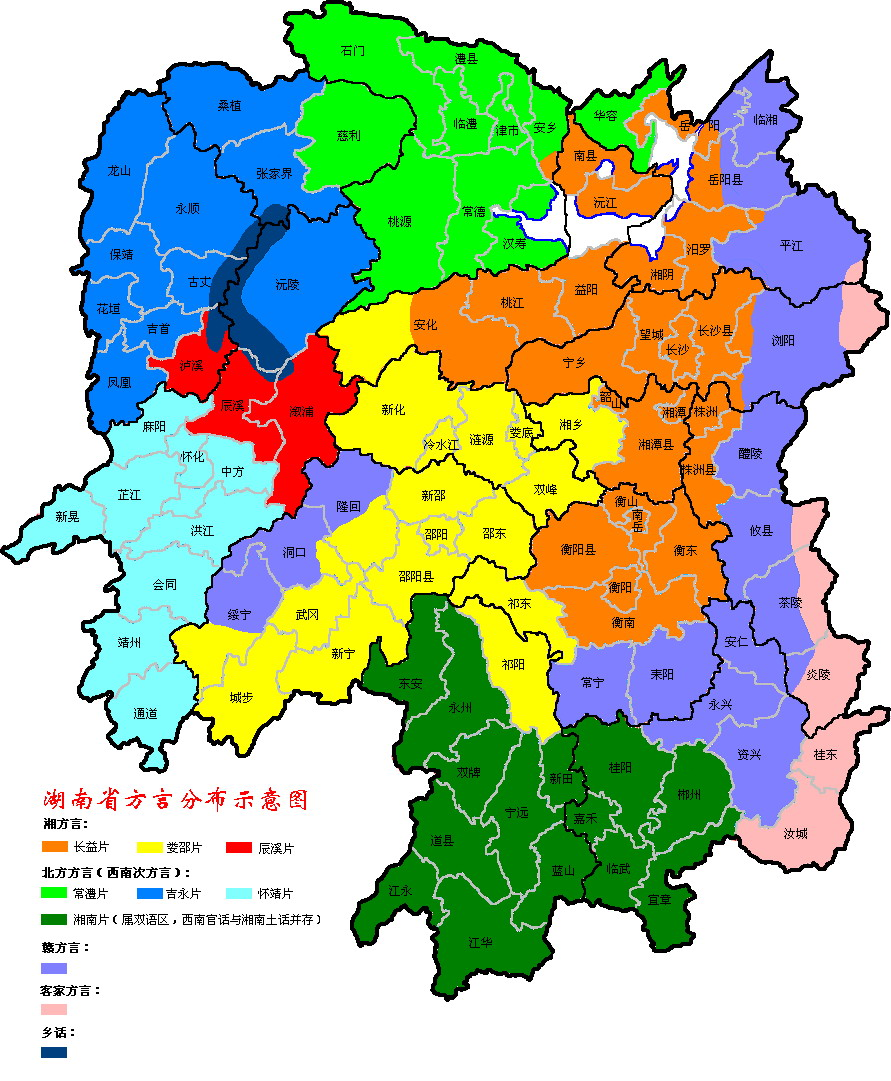
Bản đồ ngôn ngữ của tỉnh Hồ Nam. Tiếng Tương mới có màu cam, tiếng Tương cũ màu vàng và Tương Chen-Xu màu đỏ. Các ngôn ngữ phi Tương là (theo chiều kim đồng hồ từ trên cùng bên phải) Cám (màu tím), Khách Gia (màu hồng dọc bên phải), Thiều Châu (màu xanh đậm), Ngoã Hương (màu xanh đậm ở bên trái) và tiếng Quan thoại Tây Nam (màu xanh trung bình, màu xanh nhạt ở bên trái, một phần của màu xanh đậm).

### Quảng Đông (粤语/粵語)

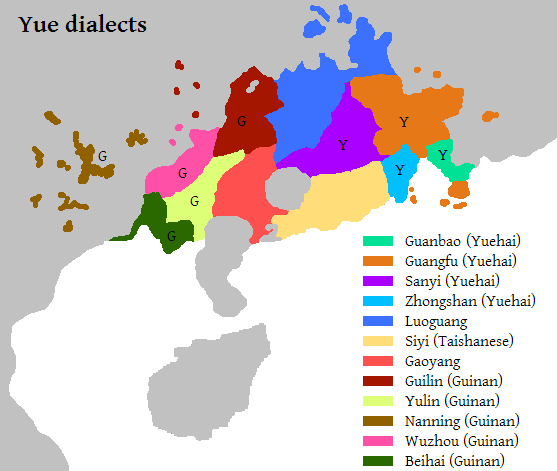
Các khu vực phương ngữ chính của tiếng Quảng Đông (Yue) ở Trung Quốc đại lục, Hồng Kông, Ma Cao.

| Tiếng Bình Bắc | Câu-Lậu   |
| Tiếng Bình Nam | Việt Hải  |
|                | Tứ Ấp     |
| Ung-Tầm        | Cao-Dương |
| Khâm-Liêm      | Ngô-Hóa   |

| Việt Hải                 | 粤海方言               |
| Quảng Châu (Quảng Phủ)   | 广府话, 广州话, 广东话 |
| • Hồng Kông              | 香港粵语               |
| • Quảng Châu Malaysia    | 马来西亚粵语           |
| • Ngô Châu               | 梧州话                 |
| • Đản Gia                | 蜑家话                 |
| • Tây Quan               | 西关话                 |
| Tam Ấp (Nam Phiên Thuận) | 三邑方言/南番順方言    |
| • Nam Hải                | 南海话                 |
| • Cửu Giang Bạch thoại   | 九江白话               |
| • Tây Tiều               | 西樵话                 |
| • Phiên Ngung            | 番禺话                 |
| • Thuận Đức              | 顺德话                 |
| Trung Sơn                | 中山方言/香山方言      |
| • Thạch Kỳ               | 石岐话                 |
| • Tam Giác               | 三角话                 |
| Hoản-Bảo                 | 莞宝方言               |
| • Đông Hoản              | 东莞话                 |
| • Bảo An (Vi Đầu)        | 宝安话/围头话          |
| Ung-Tầm                  | 邕浔方言               |
| • Nam Ninh               | 南宁话                 |
| • Ung Ninh               | 邕宁话                 |
| • Quế Bình               | 桂平话                 |
| • Sùng Tả                | 崇左话                 |
| • Ninh Minh              | 宁明话                 |
| • Hoàng huyện            | 横县话                 |
| • Bách Sắc               | 百色话                 |
| Câu-Lậu                  | 勾漏方言               |
| • Ngọc Lâm               | 玉林话                 |
| • Quảng Ninh             | 广宁话                 |
| • Hoài Tập               | 怀集话                 |
| • Phong Khai             | 封开话                 |
| • Đức Khánh              | 德庆话                 |
| • Úc Nam                 | 郁南话                 |
| • Thường Lâm             | 上林白话               |
| • Tân Dương              | 宾阳话                 |
| • Đằng huyện             | 藤县话                 |
| La–Quảng                 | 罗广方言               |
| • La Đình                | 罗定话                 |
| • Triệu Khánh            | 肇庆话                 |
| • Tứ Hội                 | 四会话                 |
| • Dương Sơn              | 阳山话                 |
| • Liên Châu              | 连州话                 |
| • Liên Sơn               | 连山话                 |
| • Thanh Viễn             | 清远话                 |
| Tứ Ấp                    | 四邑方言               |
| • Đài Sơn                | 台山话                 |
| • Tân Hội                | 新会话                 |
| • Ty Tiền                | 司前话                 |
| • Cổ Trấn                | 古镇话                 |
| • Ân Bình                | 恩平话                 |
| • Khai Bình              | 开平话                 |
| Cao-Dương                | 高阳方言               |
| • Cao Châu               | 高州话                 |
| • Dương Giang            | 阳江话                 |
| Khâm-Liêm                | 钦廉方言               |
| • Bắc Hải                | 北海话                 |
| • Khâm Châu              | 钦州话                 |
| • Phòng Thành Cảng       | 防城港话               |
| • Liêm Châu              | 廉州话                 |
| • Linh Sơn               | 灵山话                 |
| Ngô-Hoá                  | 吴化方言               |
| • Ngô Xuyên              | 吴川话                 |
| • Hoá Sơn                | 化州话                 |

### Bình thoại (平话/平話)
| Bình thoại           | 平话      |
| • Bình thoại Quế Bắc | 桂北 平话 |
| • Thông Đạo          | 通道 平话 |
| • Bình thoại (Dao)   | 优念 平话 |
| • Bình thoại Quế Nam | 桂南 平话 |
| • Ung Giang          | 翁江 平话 |
| • Quan Đạo           | 官道 平话 |
| • Dung Giang         | 东江 平话 |

### Ba Thục (巴蜀语/巴蜀語)
| Ba Thục               | 巴蜀语 |
| • Mân Giang thoại (?) | 岷江话 |
| • Lạc Sơn thoại (?)   | 乐山话 |

### Khác
Các phương ngữ phi Mân của Hải Nam từng được coi là thuộc tiếng Quảng Đông, nhưng bây giờ không được phân loại: 
| Hải Nam               | 海南 方言 | 海南 方言 |
| • Phương ngữ Đan Châu | 儋州 话   | 儋州 話   |
| • Phương ngữ Mại      | 迈 话     | 邁 話     |

### Ngôn ngữ hỗn hợp
Ngoài các ngôn trong nhánh Hán của ngữ hệ Hán-Tạng, một số ngôn ngữ hỗn hợp cũng tồn tại bao gồm các yếu tố của một hoặc nhiều phương ngữ Trung Quốc với các ngôn ngữ khác. 
| Linh Thoại       | 伶 话 | 伶 話 | Một ngôn ngữ hỗn hợp tiếng Hoa và tiếng Miêu |
| Mao Thoại        | 家 话 | 家 話 | Một ngôn ngữ hỗn hợp Sương Tây Miêu và Quan thoại |
| Tiếng Thiều Châu | 土 话 | 土 話 | Một nhóm các phương ngữ đặc biệt của Trung Quốc ở Nam Trung Quốc, bao gồm Thiều Châu. Nó kết hợp một số phương ngữ Trung Quốc, cũng như các ngôn ngữ Dao. |
| Uông thoại       | 汪 话 | 汪 話 | Một ngôn ngữ hỗn hợp tiếng Quan thoại và Đông Hương |
| Ngoã Hương       | 乡 话 | 鄉 話 | Một phương ngữ độc lập của Trung Quốc. Nó kết hợp các ngôn ngữ Tương Thần Tự và Sương Tây Miêu.                                                           |
| Truân thoại      | 屯 话 | 屯 話 | Một ngôn ngữ hỗn hợp tiếng Hoa, tiếng Tây Tạng và tiếng Mông Cổ                                                                                           |